# Коко-ди Коко-да
«Коко-ди Коко-да» (швед. Koko-di koko-da) — малобюджетный фантасмагорический арт-хоррор о депрессии шведско-датского производства, вышедший в 2019 году. Автор сценария и режиссёр — Юханнес Нюхольм.
Фильм был показан в категории World Cinema Dramatic Competition кинофестиваля «Сандэнс» 2019 года.

## Сюжет
Шведы Тобиас и Элин во время отпуска в Скагене, Дания празднуют восьмой день рождения дочери Майи. После обеда Элин попадает в больницу из-за сильной аллергической реакции на моллюсков. Утром следующего дня супруги собираются поздравить дочь, но обнаруживают, что она умерла во сне. В результате брак Тобиаса и Элин начинает разваливаться.
Три года спустя в Швеции Тобиас и Элин отправляются в отпуск в лесную поездку. Под дороге они постоянно ссорятся, но наконец ставят палатку, съехав с дороги в лес и не понимая, где они в точности находятся. Вскоре их отдых в лесу превращается в кошмар, поскольку их преследуют три враждебно настроенные персонажи детских стишков: пожилой человек в белом костюме и шляпе, девушка в длинном платье и огромный немой мужчина, который несёт труп бультерьера. С троицей также ходит бульдог, а предвестием её появления служит белый кот. Эти три персонажа были нарисованы на музыкальной шкатулке, когда-то подаренной их покойной дочери на день рождения. На рассвете Элин собирается выйти в туалет, но встречает в лесу незнакомцев, причём пожилой бьёт её тростью. Затем, подойдя к палатке, незнакомцы натравливают пса на Тобиаса, а затем девушка начинает целиться на окровавленного мужчину из пистолета. В следующий раз Тобиас, проснувшись, вспоминает произошедшее и просит жену не отходить от палатки, но в результате оба они снова становятся жертвой нападения. Так супруги оказываются застрявшими во временной петле, в которой зловещие персонажи постоянно охотятся на них.
Ещё дважды Тобиас пытается избежать смерти, сразу же после пробуждения спасаясь в машине — сначала один, без жены, а затем вместе с ней, однако в первый раз убивают сначала жену, а потом его, а во второй раз незнакомцы настигают их на дороге, когда Тобиас останавливается, чтобы жена всё-таки смогла выйти в туалет. В очередной раз Элин, проснувшись, видит, что вокруг лежит снег, а Тобиаса нигде нет. На дороге она находит их сломанную машину, а затем видит белого кота, который приводит её к избушке в лесу. Там она (точнее, это оказывается женщина, сильно старше Элин) смотрит спектакль театра теней на стене: два зайчика, изображающие Элин и Тобиаса, встречают разноцветную птицу, но сажают её в клетку, и затем птица умирает, но воскресает и улетает от них. Наконец, в следующем пробуждении Тобиас, не позволяя жене забрать вещи, сразу садится с ней в машину и уезжает. На пустынном шоссе машина сбивает белого бультерьера, неподвижно стоящего на дороге, и вылетает в болото на обочине. Тобиас и Элин со слезами обнимают друг друга, и их дальнейшая судьба остаётся непрояснённой.

## Отзывы
Обозреватель «Коммерсанта» Ксения Рождественская характеризует фильм «Коко-ди Коко-да» как «Забавные игры» Ханеке, помноженные на «День сурка», снятые одновременно с детской жестокостью Гондри и хирургической отстраненностью фон Триера.
Алихан Исрапилов из Film.ru, рецензируя фильм, также ссылается на «Антихриста» Ларса фон Триера, «Забавные игры» Михаэля Ханеке и «День сурка» Гарольда Рэмиса.